# Sphaerodoropsis

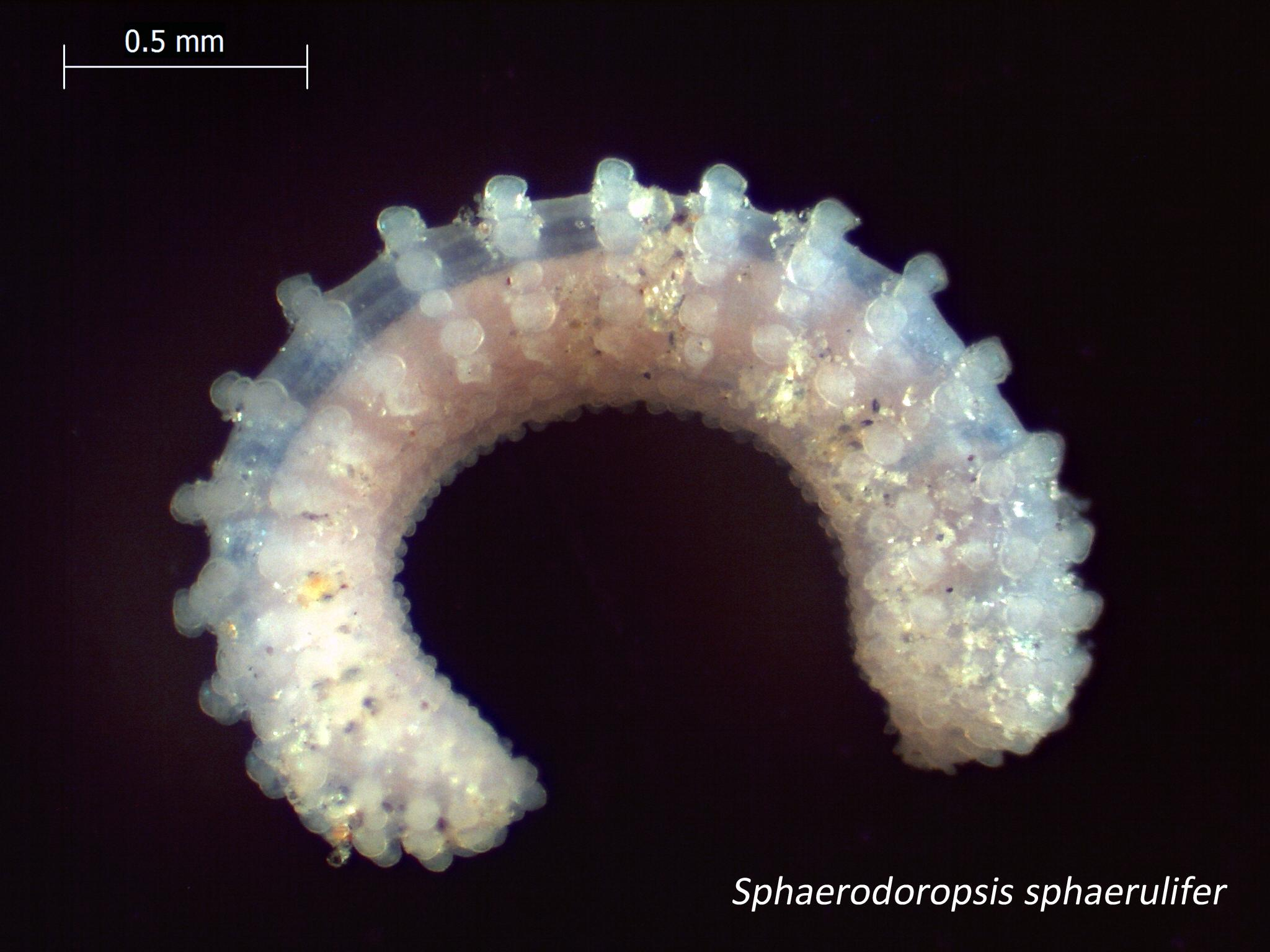
Sphaerodoropsis sphaerulifer

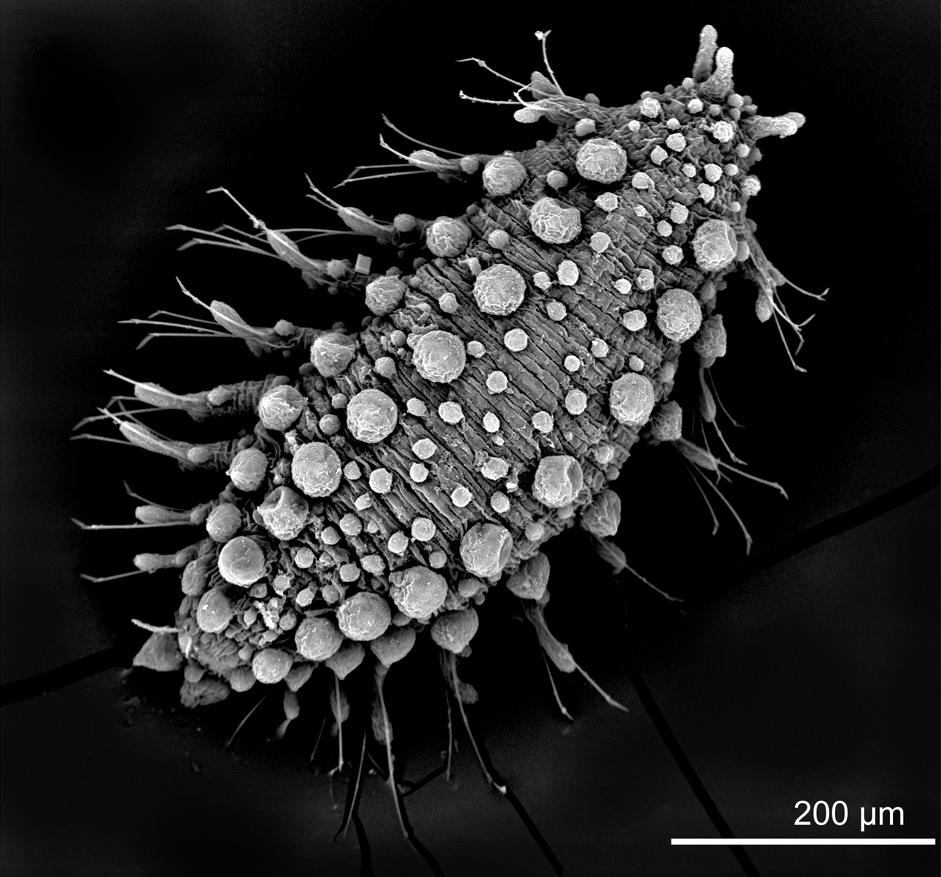
Sphaerodoropsis exmouthensis

Sphaerodoropsis – rodzaj wieloszczetów z rzędu Phyllodocida i rodziny Sphaerodoridae.

## Morfologia
Według klasycznej definicji do rodzaju tego należą wieloszczety o krótkim, grubym, w zarysie owalnym ciele o długości zwykle nie przekraczającej 5 mm. Tak jak wśród całej rodziny oskórek jest gruby i pozbawiony kolagenu. Prostomium zaopatrzone jest w dwie lub trzy pary czułków bocznych oraz pojedynczy czułek środkowy. Mogąca się wywracać na zewnątrz część gardzieli (ryjek) pozbawiona jest uzbrojenia. Pierwszy segment ciała zaopatrzony jest w parę czułków mackowatych. Dalsze segmenty mają nabłonkowe, siedzące (bezszypułkowe), pozbawione papillów końcowych guzki makroskopowe tworzące mniej lub bardziej wyraźne szeregi poprzeczne i podłużne. Grzbietowych szeregów podłużnych jest co najmniej cztery. Parapodia są jednogałęziste, zaopatrzone w szczecinki złożone.

## Taksonomia
Rodzaj ten wprowadzili w 1971 roku Olga Hartman i Kristian Fauchald, gatunkiem typowym wyznaczając Sphaerodorum sphaerulifer. Autorzy ci włączyli do rodzaju formy o krótkim ciele z co najmniej czterema podłużnymi szeregami siedzących guzków makroskopowych i z wszystkimi szczecinkami złożonymi. Taki koncept stosowany był również w różnych późniejszych pracach Fauchalda, czyniąc rodzaj najliczniejszym w gatunki wśród Sphaerodoridae. Według autorów World Polychaeta database do rodzaju tego zalicza się 51 opisanych gatunków:

- Sphaerodoropsis aestuarum Averincev, 1990
- Sphaerodoropsis anae Aguado & Rouse, 2006
- Sphaerodoropsis arctowskyensis Hartmann-Schröder & Rosenfeldt, 1988
- Sphaerodoropsis artabrensis Moreira & Parapar, 2007
- Sphaerodoropsis baltica (Reimers, 1933)
- Sphaerodoropsis benguellarum (Day, 1963)
- Sphaerodoropsis biserialis (Berkeley & Berkeley, 1944)
- Sphaerodoropsis chardyi Desbruyères, 1980
- Sphaerodoropsis corrugata Hartman & Fauchald, 1971
- Sphaerodoropsis discolis Borowski, 1994
- Sphaerodoropsis elegans Hartman & Fauchald, 1971
- Sphaerodoropsis exmouthensis Hartmann-Schröder, 1981
- Sphaerodoropsis fauchaldi Hartmann-Schröder, 1979
- Sphaerodoropsis furca Fauchald, 1974
- Sphaerodoropsis garciaalvarezi Moreira, Cacabelos & Troncoso, 2004
- Sphaerodoropsis gudmunduri Moreira & Parapar, 2012
- Sphaerodoropsis halldori Moreira & Parapar, 2012
- Sphaerodoropsis heteropapillata Hartmann-Schröder, 1987
- Sphaerodoropsis katchemakensis Kudenov, 1987
- Sphaerodoropsis laevis Fauchald, 1974
- Sphaerodoropsis laureci Desbruyères, 1980
- Sphaerodoropsis longianalpapilla Böggemann, 2009
- Sphaerodoropsis longipalpa Hartman & Fauchald, 1971
- Sphaerodoropsis longipapillata Desbruyères, 1980
- Sphaerodoropsis longofalcigera Capa & Bakken, 2015
- Sphaerodoropsis macrotubercula Böggemann, 2009
- Sphaerodoropsis malayana (Augener, 1933)
- Sphaerodoropsis megatuberculata Capa & Bakken, 2015
- Sphaerodoropsis multipapillata
- Sphaerodoropsis nuda Ozolinsh, 1987
- Sphaerodoropsis octopapillata Hartmann-Schröder, 1965
- Sphaerodoropsis oculata Fauchald, 1974
- Sphaerodoropsis papillifer (Moore, 1909)
- Sphaerodoropsis parva (Ehlers, 1913)
- Sphaerodoropsis philippi (Fauvel, 1911)
- Sphaerodoropsis polypapillata Hartmann-Schröder & Rosenfeldt, 1988
- Sphaerodoropsis protuberanca Böggemann, 2009
- Sphaerodoropsis pycnos Fauchald, 1974
- Sphaerodoropsis rosehipiformis Böggemann, 2009
- Sphaerodoropsis sexantennella Kudenov, 1993
- Sphaerodoropsis sibuetae Desbruyères, 1980
- Sphaerodoropsis solis Reuscher & Fiege, 2011
- Sphaerodoropsis spaerulifer (Moore, 1911)
- Sphaerodoropsis sphaerulifer (Moore, 1909)
- Sphaerodoropsis spissum (Benham, 1921)
- Sphaerodoropsis stellifer Aguirrezabalaga & Ceberio, 2005
- Sphaerodoropsis translucida Borowski, 1994
- Sphaerodoropsis triplicata Fauchald, 1974
- Sphaerodoropsis uzitunensis Kudenov, 1987
- Sphaerodoropsis vittori Kudenov, 1987
- Sphaerodoropsis wilsoni Capa & Bakken, 2015

Analizy filogenetyczne Maríi Capy i innych z 2016 oraz 2019 roku wskazują, że tak definiowany rodzaj jest taksonem parafiletycznym. W publikacji z 2019 roku Capa i inni przenieśli liczne gatunki z tego rodzaju, w tym jego gatunek typowy, do rodzaju Sphaerodoridium, co powinno skutkować jego synonimizacją. Według stanu na 2021 rok autory World Polychaeta database nie uwzględniają takiego kroku.